# ショチピリ

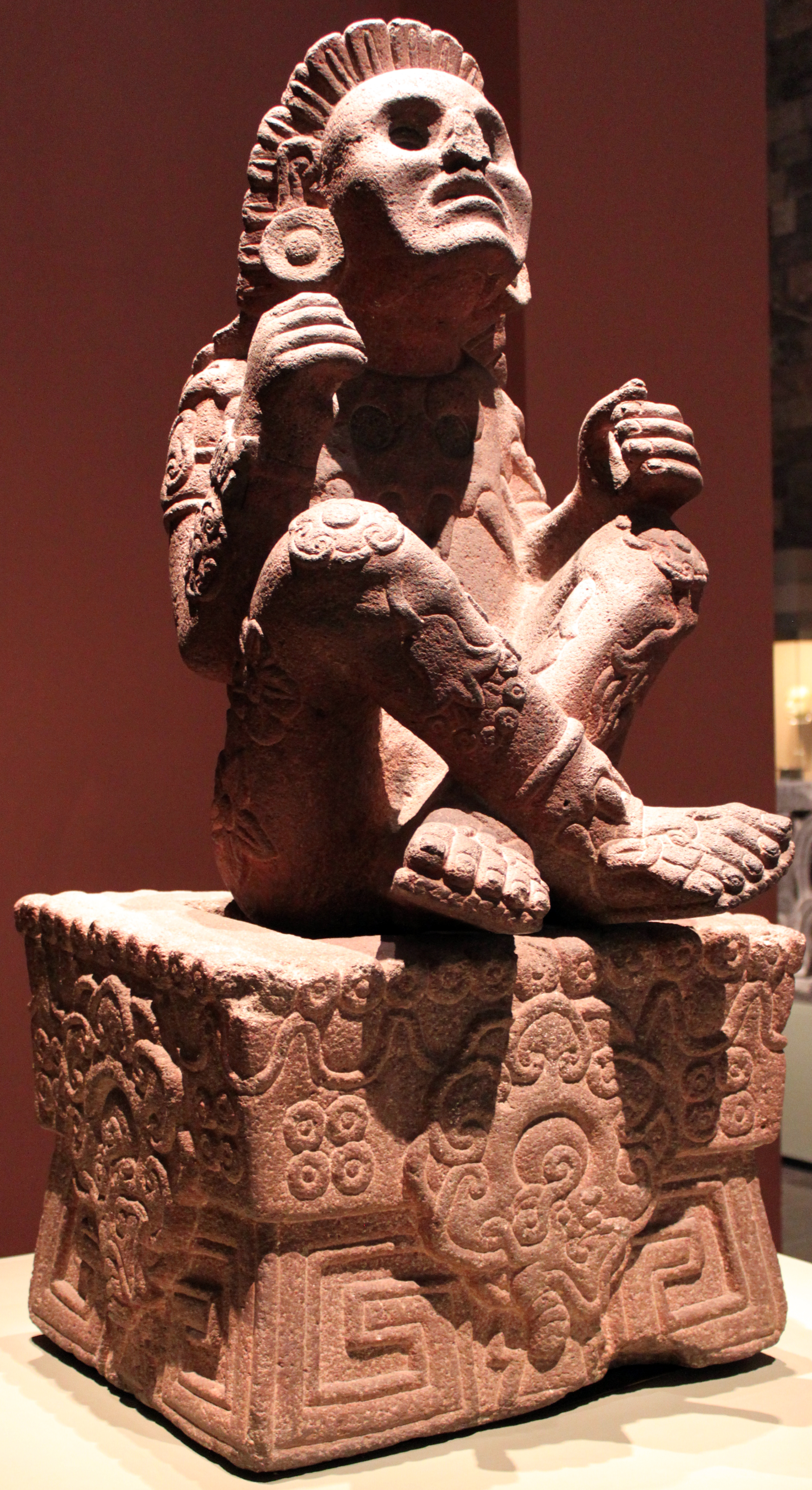
ショチピリの石像、メキシコ国立人類学博物館蔵

ショチピリ（Xochipilli）は、アステカ神話の神。
ナワトル語で「花(xochitl)の貴公子(pilli)」を意味し、放縦の神々のひとりであるマクイルショチトル（「5の花」）と近い関係にある。
ベルナルディーノ・デ・サアグンによればショチピリは精進期間を守らずに性交を行った者に痔、性病、でき物などの病気を罰としてもたらすとされるが、その一方で花、踊り、宴会、絵画、ゲームなどの守護神でもある。豊穣神としての性格もあり、若いトウモロコシの神であるシンテオトルと近い関係にある。
15世紀末から16世紀はじめのものと推定されるショチピリの石像が残っている。この像はメソアメリカのものには珍しく、本来の石の形を残さずに写実的に作られている。この像の四肢はさまざまな花に飾られているが、これらはいずれも幻覚性植物であるオロリウキ、タバコ、シニクイチ (Heimia salicifolia) 、マジックマッシュルーム (Psilocybe aztecorum) などと解釈されている。
アステカ暦ではリュウゼツランの女神であるマヤウェルとともに1の草のトレセーナを司る。またシウポワリのテクイルウィトントリ（第7月、グレゴリオ暦の6月ごろ）にショチピリの祭があり、そこでショチピリに扮した人物が生贄にされる。